# Chicken and Dumplin's
Chicken and Dumplin's è un album di Bobby Timmons, pubblicato dalla Prestige Records nel 1965. Il disco fu registrato il 12 luglio 1965 al "Rudy Van Gelder Studio" di Englewood Cliffs, New Jersey (Stati Uniti).Il contrabbassista è anche nominato come Mickey Bass.

## Tracce
Lato A
1. Chicken and Dumplin's – 7:45 (Ray Bryant)
2. The Return of Ghengis Khan – 14:15 (Bobby Timmons)

Lato B
1. The Telephone Song – 4:25 (Roberto Manescal, Ronaldo Boscoli, Norman Gimbel)
2. A Sunday Kind of Love – 6:15 (Barbara Belle, Anita Leonard, Louis Prima, Stanley Rhodes)
3. Ray's Idea – 8:38 (Dizzy Gillespie, Gil Fuller)

## Musicisti
- Bobby Timmons  - pianoforte, vibrafono
- Lee Otis Bass III  - contrabbasso
- Billy Saunders  - batteria